# The Black Tavern

The Black Tavern est un film hongkongais sorti en 1972.
Plusieurs groupes de bandits rivaux hauts en couleur apprennent que le riche convoi d'un mandarin va passer dans les environs et doit notamment séjourner dans la taverne éponyme, tenue par de sympathiques aubergistes aux méthodes gastronomiques discutables.

## Synopsis
Le justicier Zha Xiaoyu (Kang Hua) intervient donc pour sauver le mandarin (Ku Feng) et ses deux filles, menacés par un premier groupe de bandits avant même d'arriver à l'auberge. Mais les apparences sont parfois trompeuses, comme l'apprendront à leurs dépens nombre de personnages au cours de l'action.
Le personnage de Zhang Caibing est une reprise de celui du film Les Griffes de jade, toujours interprété par Shih Szu, mais les deux histoires sont indépendantes.

## Fiche technique
- Titre anglais : The Black Tavern
- Réalisation : Yeh Yung Tsu
- Scénario : Yeh I Fang
- Société de production : Shaw Brothers
- Direction des combats : Hsu Er Niu - Hsu Sung Ho
- Pays d'origine : Hong Kong
- Langue originale : mandarin
- Format : Couleurs - 2,35:1 - Mono - 35 mm
- Genre : wuxia pian
- Durée : 83 minutes
- Date de sortie : 16 décembre 1972

## Distribution
- Shih Szu : Zhang Caibing
- Kang Hua : Zha Xiaoyu
- Ku Feng : le mandarin
- Wu Ma : chef des Cinq Fantômes
- Yuen Wah : un des Cinq Fantômes
- Mars : un serviteur du mandarin